# Royal Academy of Dramatic Art

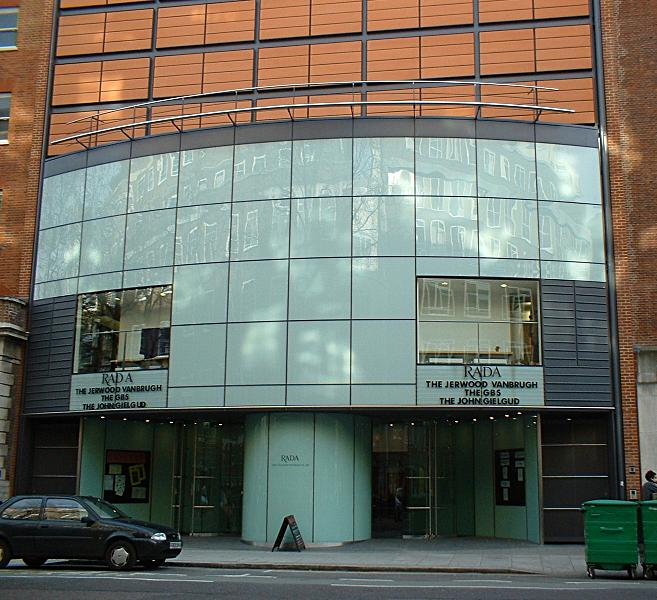
Faţada teatrului Academiei regale de artă dramatică.

Royal Academy of Dramatic Art (acronim frecvent, RADA) (în română Academia regală de artă dramatică) este o școală de teatru din zona Bloomsbury din Londra centrală.